# Talsperre Bautzen

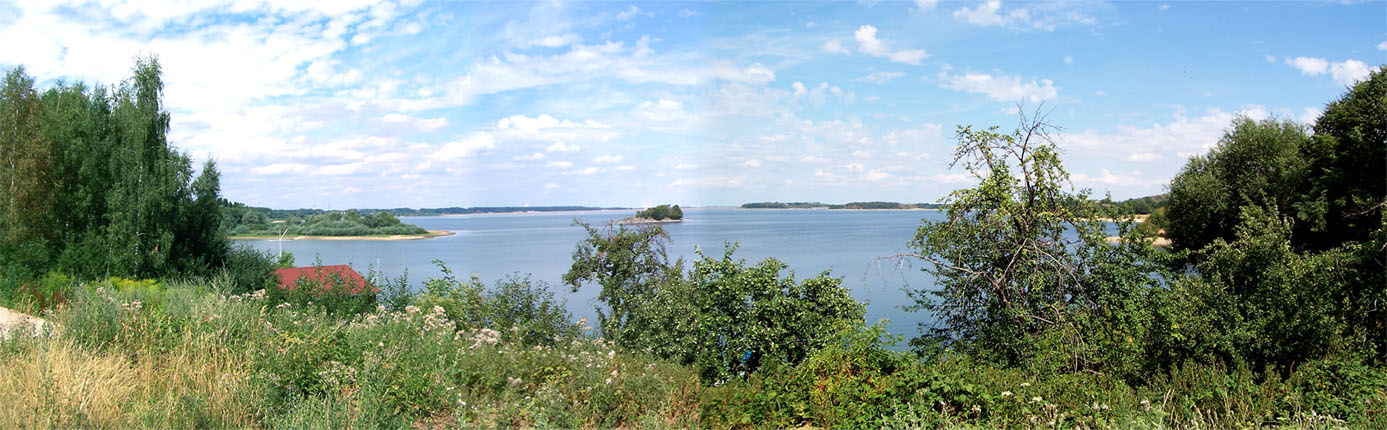
Talsperre Bautzen i Lausitziska sjölandskapen

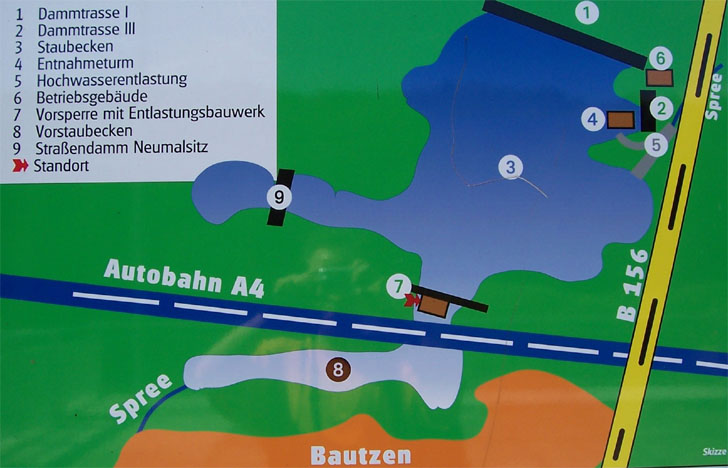
Talsperre Bautzen

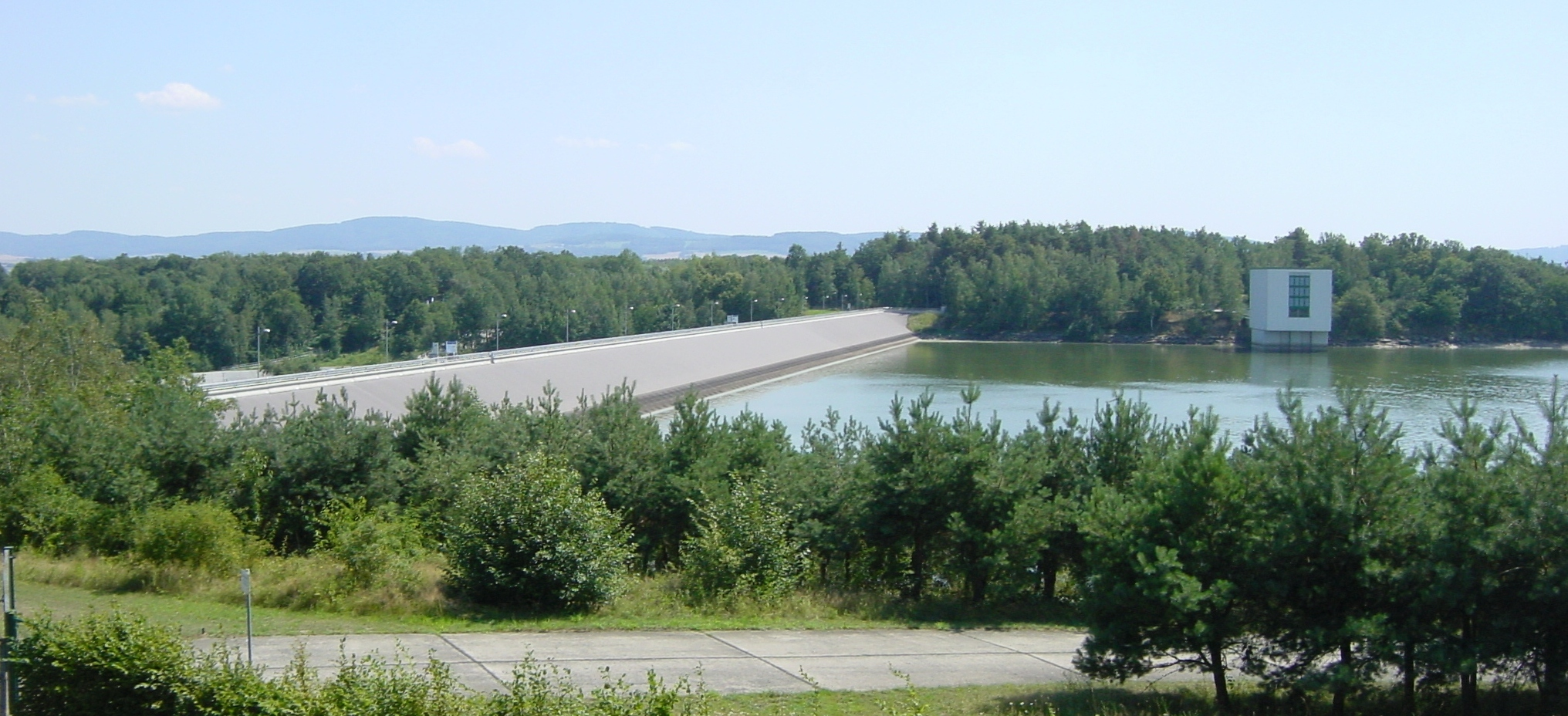
Talsperre Bautzen

Talsperre Bautzen (högsorbiska rěčna zawěra Budyšin och Budyski Jězorat) är en dammbyggnad i Tyskland.
Den ligger i ett område med flera stora insjöar från Spree i östra Tyskland (Oberlausitz/Östsachsen). Sjöarna består av gamla brunkolsdagbrott som vattenfyllts. Se vidare Lausitziska sjölandskapen.
Talsperre är det tyska ordet för dammbyggnad.